# Araneus bogotensis
Araneus bogotensis är en spindelart som först beskrevs av Eugen von Keyserling 1864.  Araneus bogotensis ingår i släktet Araneus och familjen hjulspindlar. Inga underarter finns listade i Catalogue of Life.